# Religião em Cuba
Religião em Cuba (2000)

A religião prevalecente de Cuba é o Cristianismo, principalmente Catolicismo romano, embora em alguns casos seja profundamente modificada e influenciada pelo sincretismo. Uma religião sincrética comum é Santería, que combinou a religião iorubá dos escravos africanos com  Catolicismo e algumas vertentes indígenas americanas; mostra semelhanças com a Umbanda e tem recebido um grau de apoio oficial.
A Igreja Católica Apostólica Romana estima que 60% da população é católica, mas apenas 5% desses 60% frequentam regularmente a missa, enquanto fontes independentes estimam que apenas 1,5% da população o faz. O país também é o segundo em quantidade total de espíritas.
A quantidade de membros em igrejas Protestantes é estimada em 5 por cento e inclui Batistas, Pentecostais, Testemunhas de Jeová, Adventistas do Sétimo Dia, Presbiterianos, Anglicanos, Episcopaliana, Metodistas, Sociedade Religiosa de Amigos (Quakers), e Luterana. Outros grupos incluem a Igreja Ortodoxa, Muçulmanos, Judeus, Budistas, Fé Bahá'í, e A Igreja de Jesus Cristo dos Santos dos Últimos Dias (mórmons). A imigração chinesa trouxe o Budismo, Confucionismo e Taoísmo. O restante da população é ou não praticante de qualquer religião particular, ateu ou agnóstico.

## Geografia
Após a Revolução de 1959, Cuba se tornou oficialmente um ateísmo de estado e a prática religiosa restrita. De 1959 a 1961 oitenta por cento dos padres católicos e ministros protestantes profissionais deixaram Cuba para os Estados Unidos. As relações entre o novo governo e congregações foram tensas, o novo governo cubano era muito restrito e suspeitava de operações da igreja, culpando-os de colaboração com a CIA durante a Invasão da Baía dos Porcos e armazenamento de armas prevendo uma "contra-revolução".
As relações do governo de Fidel Castro com a Igreja Católica têm passado por momentos distintos. Até há alguns anos, os católicos não podiam fazer parte do Partido Comunista de Cuba, atualmente não é assim, e vários membros do Conselho de Igrejas de Cuba são  deputados. É habitual que as igrejas sejam aproveitadas para realizar atividades comunitárias.
Desde 1992, as restrições foram flexibilizadas e desafios diretos pelas instituições estatais para a direita para se liberar um pouco, embora a igreja ainda enfrente restrições de escrita e comunicação eletrônica, e só podem aceitar doações de estado de fontes de financiamento aprovadas.
A Igreja Católica Romana é composta pela Conferência dos Bispos Católicos de Cuba (COCC), liderada por Jaime Lucas Ortega y Alamino, o Cardeal Arcebispo de Havana. Tem onze dioceses, 56 ordens de freiras e 24 ordens de sacerdotes.
Em janeiro de 1998, Papa João Paulo II faz uma histórica visita à ilha, a convite do governo cubano e a Igreja Católica.
Em 2004, a primeira igreja ortodoxa em Cuba é aberta durante uma cerimónia oficial na presença de Raul Castro.
Grande parte da cultura cubana mostra a influência dos sincretismos como a santeria, que interpreta os santos católicos como divindades africanas da religião iorubá.

## Outras tradições religiosas

### Raízes
O processo da formação das distintas religiões em Cuba está marcado principalmente pelo sincretismo religioso. Esta baseia-se na ligação de várias religiões e culturas, que basicamente derivam das religiões africanas e do catolicismo espanhol. Antes de 1742 a religião em Cuba era muito primitiva. Os nativos tinham alguns rituais simples para atrair a chuva e melhorar as culturas. Em virtude de não haver um idioma desenvolvido entre os grupos nativos que povoavam a ilha pesquisadores basearam-se em restos encontrados nas zonas montanhosas como pequenos ídolos de pedra ou madeira, para afirmar que adoravam alguns elementos da natureza como a água e o fogo.

### Religiões africanas
É registrado que no período compreendido entre 1801-1865 foi a maior entrada de escravos em Cuba. Como resultado, essas pessoas que tiveram seus costumes arrebatados, cultura e ideologias se veem praticamente obrigadas a resgatar de alguma forma suas tradições. Esta forma não é outra que o sincretismo religioso. Aos escravos era proibido praticar sua religião e eram obrigados a reverenciar aos santos católicos, por isso começaram a denominar estes santos como seus próprios ídolos, por exemplo Santa Bárbara é também conhecida como Xangô, la Virgen de la Caridad é chamada de Oxum etc. Embora a sociedade cubana ser oficialmente formada de ateus, uma grande proporção da população prática Santeria ou Regla de Ocha
Estas são religiões consideradas por alguns como politeísta, que cada pessoa que nasce estaria sob a proteção de um santo ou Orixá que devem reverenciar por vida através de alguns sacrifícios. Estes sacrifícios baseiam-se na oferenda de algum tipo de comida correspondente ao Orixá, tocar o instrumento que lhe agrada, e inclusive dançar para seu santo. Os sacerdotes desta religião são conhecidos como santeros ou santeras, e a autoridade superior é ocupada pelos babalaôs da Regla de Ocha, aqueles que são sacerdotes especializados que realizam estudos e depois de uma série de rituais alcançam esta posição de preferência.

## Sincretismo
A Santería foi desenvolvida fora das tradições iorubás, um dos povos africanos que foram importados para Cuba durante os séculos 16 a 19 para trabalhar nas plantações de cana de açúcar. A Santeria combina elementos do cristianismo e das crenças da África Ocidental e, como tal, tornou possível para os escravos manter as suas crenças tradicionais, enquanto mostravam praticar o catolicismo.
La Virgen de la Caridad del Cobre (Nossa Senhora da Caridade) é a  padroeira de Cuba, e é muito venerada pelo povo cubano e vista como um símbolo de Cuba. Na Santeria, ela foi sincretizada com a deusa Oxum. O importante festival religioso "La Virgen de la Caridad del Cobre" é celebrado anualmente pelos cubanos em 8 de setembro. Outras religiões são praticadas Palo Monte, e Abacua, que têm grande parte da sua liturgia em línguas africanas.

### Orixás mais populares
- Eleguá: É conhecido por ser o guardião dos caminhos. Eleguá é invocado primeiro antes de iniciar qualquer ritual. Ele é reconhecido por punir aqueles que não o reverenciam e lhe são atribuídos os números 3 e 21, e as cores preto e vermelho.
- Obatalá: É considerado o criador do mundo e pai de todos os orixás bem como o deus da paz. Seus números são 8 e 16 e lhe atribuem a cor branca.
- Iemanjá: É a rainha dos mares e protetora das mães. É prudente e sábia. Seu número é o 7 e suas cores o azul e o branco. É sincretizada com "la Virgen de Regla".
- Oxum: É a rainha dos rios, dos lagos e do ouro. É conhecida por muito sensual e doce. Seus colores são e amarelo e o dourado e seu número o 5. É sincretizada com "la Virgen de la Caridad".
- Xangô: Deus da virilidade e da força, representa a sexualidade. Seus números são o 4 e o 6 e seus colores o vermelho e o branco. É sincretizado com Santa Bárbara
- Ogum: Deus do ferro e dos minerais, gosta da guerra, por isso não é bem-vindo entre os outros santos. É simbolizado pelos machados, martelos e outros instrumentos feitos de ferro e metal. Seus colares e suas cores são o preto e o verde e seu número é o 7.
- Obaluaiê: Deus das enfermedades, protetor dos enfermos e dos animais. Tm o poder de ver o futuro. Seus colores são o violeta e o carmelita, seu numero o 17. É sincretizado com São Lázaro

Oié: deusa das centellas e dos ventos furacões e é responsável por receber os mortos na entrada do cemitério. Seu número é 9, a cor carmelita. É sincretizada com a "Virgen de la Candelaria" e com Santa Teresita.